# 막돼먹은 영애씨 8
《막돼먹은 영애씨 8》은 tvN에서 2010년 12월 17일부터 2011년 4월 29일까지 방영했으며, 《막돼먹은 영애씨》 시리즈 중 여덟 번째 드라마다.

## 등장 인물

### 영애네 사무실
- 김현숙 : 이영애 역 - 아름다운 사람들 디자이너 대리
- 유형관 : 유형관 역 - 아름다운 사람들 사장
- 윤서현 : 윤서현 역 - 아름다운 사람들 영업 차장
- 이해영 : 장동건 역 - 대기업 디자이너
- 임서연 : 변지원 역 - 아름다운 사람들 경리 대리
- 정지순 : 정지순 역 - 아름다운 사람들 영업 대리
- 김산호 : 김산호 역 - 아름다운 사람들 디자이너
- 이형석 : 이형석 역 - 아름다운 사람들 디자이너

### 영애네 가족
- 송민형 : 이귀현 역 - 아버지
- 김정하 : 김정아 역 - 어머니
- 정다혜 : 이영채 역 - 여동생(15회부터 재합류)
- 고세원 : 김혁규 역 - 영채의 남편
- 이용주 : 이용주 역 - 혁규의 친구
- 김현정 : 이영민 역 - 남동생
- 강소라 : 강소라 역 - 영민의 아내

### 그 외
- 장희진
- 김금희

### 특별출연
- 장동민 : 장동민 역 - 연예인 본인 (6화)
- 김학철 : 박규[1] 역 (7화)
- 하석진 : 조민성[2] 역 (7화)

## 회차별 부제
| 2010년 | 2010년    | 2010년                                      |
| 회차   | 방송일자  | 부제                                        |
| ------ | --------- | ------------------------------------------- |
| 제1회  | 12월 17일 | 엎드려 프러포즈 받기                        |
| 제2회  | 12월 24일 | 해피X마스                                   |
| 제3회  | 12월 31일 | 삼재의 끝에서 새해를 외치다                 |
| 2011년 |           |                                             |
| 제4회  | 1월 7일   | (사돈은 남 말인 줄 알았다)                  |
| 제5회  | 1월 14일  | 외로우니까 사람이다                         |
| 제6회  | 1월 21일  | 승진한 남자, 승질난 여자                    |
| 제7회  | 1월 28일  | 오늘은 한파가 예상 됩니다                   |
| 제8회  | 2월 4일   | 노처녀 당당하게 우뚝 설 날                  |
| 제9회  | 2월 11일  | 웨딩과 엔딩                                 |
| 제10회 | 2월 18일  | 당신 생각을 안 하려는 것도 당신 생각입니다. |
| 제11회 | 2월 25일  | 서울 계신 오빠는 소식도 없고                |
| 제12회 | 3월 4일   | 폐인과 바다                                 |
| 제13회 | 3월 11일  | 봄처녀 제 우시네                            |
| 제14회 | 3월 18일  | 오늘은 위로가 필요합니다.                   |
| 제15회 | 3월 25일  | 봄비                                        |
| 제16회 | 4월 1일   | 알몸으로 싸우나                             |
| 제17회 | 4월 8일   | 나는 재수다                                 |
| 제18회 | 4월 15일  | 곁에 있어도 나는 그대가 낯설다              |
| 제19회 | 4월 22일  | 내 곁에서 떠나가지 말아요                   |
| 제20회 | 4월 29일  | 절망 끝에서 외치는 시작                     |